# Universidad de Oxford
La Universidad de Oxford es una universidad pública de investigación ubicada en Oxford, Inglaterra, Reino Unido. Sin conocerse la fecha exacta de su fundación, hay evidencias de una institución de enseñanza ya en 1096, lo que la convierte en la segunda universidad más antigua del mundo y la primera del mundo angloparlante. La universidad creció rápidamente desde 1167 cuando Enrique II de Inglaterra prohibió que los estudiantes ingleses asistieran a la Universidad de París. Como consecuencia de disputas entre los estudiantes y los habitantes de Óxford en 1209, algunos profesores se marcharon al noreste, a Cambridge, donde fundaron la que sería luego la Universidad de Cambridge. Estas dos antiguas universidades son a menudo nombradas conjuntamente con el sobrenombre de «Oxbridge». La historia e influencia de la Universidad de Oxford la ha convertido en una de las más prestigiosas del mundo.
La universidad está compuesta de varias instituciones, 39 colleges constituyentes y un amplio abanico de departamentos académicos que están organizados en cuatro divisiones. Todos los colleges son instituciones con autogobierno dentro de la universidad, controlan sus miembros y tienen su propia estructura interna y actividades. Por lo general, cada uno de los colegios constituyentes de Oxford están asociados a otro de los colleges de la Universidad de Cambridge, con la única adición excepcional del Trinity College de Dublín.Oxford es una ciudad universitaria que no cuenta con un campus principal, pues sus edificios y facultades están repartidos por todo el centro de la ciudad. La enseñanza de pregrado está organizada alrededor de tutorías semanales en los colleges y salones, apoyadas por clases, conferencias, seminarios y trabajo de laboratorio ofrecidos por las facultades y departamentos universitarios. Algunas enseñanzas de posgrado incluyen tutorías también organizadas por facultades y departamentos. Oxford cuenta con el museo universitario más antiguo del mundo, así como con la mayor editorial universitaria y la biblioteca académica de ámbito nacional más extensa. La Universidad de Oxford suele figurar entre las mejores instituciones de enseñanza superior del mundo según las valoraciones de diferentes organizaciones. De hecho, de conformidad con Times Higher Education (THE) la Universidad desde el 2017 es catalogada como la mejor universidad del mundo.
Oxford ha educado muchos alumnos destacados, incluyendo 29 galardonados con el premio Nobel, 47 Primeros Ministros del Reino Unido e innumerables jefes de Estado y de gobierno de todo el mundo. A fecha de 2017, 69 ganadores del premio Nobel, 3 Medallas Fields y 6 ganadores del Premio Turing han estudiado, trabajado o colaborado con la Universidad de Oxford. Sus alumnos han logrado 160 medallas olímpicas. Oxford además concede la Beca Rhodes, una de las becas internacionales más antiguas.

## Historia
Se desconoce la fecha de fundación de la universidad, y tal vez no existió como un suceso en concreto, pero hay evidencia de actividades de enseñanza desde el año 1096. Cuando Enrique II de Inglaterra prohibió a los estudiantes ingleses la asistencia a los colegios de estudios superiores de París, en el año 1167, Oxford empezó a crecer con rapidez. La fundación de las primeras residencias estudiantiles, que luego devinieron en los colleges, data desde esta época en adelante. Después del asesinato de dos estudiantes acusados de violación en 1209, la Universidad fue disuelta. El 20 de junio de 1214, la Universidad volvió a Oxford con una carta de aceptación negociada por Nicolás de Romanis, delegado papal, y en 1231 recibe la carta de Universidad. Históricamente la universidad ha sido el germen y la sede de algunas sociedades a las que pertenecen los distintos miembros de los colegios de Oxford, asociados, y también alumni una vez graduados. Algunas de las más destacadas son, las Philosophy Society, Classical Drama Society, Physics Society, Byzantine Society o la U.O. Orchestra.
El principal rival de la Universidad de Oxford es la Universidad de Cambridge, fundada poco tiempo después. El conjunto de ambas instituciones se conoce popularmente como Oxbridge. Tradicionalmente se le ha considerado a Cambridge superior en temas científicos, y a Oxford en humanísticos. Aunque esto es más una percepción que una realidad, dicho sesgo deriva del énfasis que históricamente las universidades han dado a algunas disciplinas. Ambas universidades pertenecen al Grupo Russell de universidades británicas dedicadas a la investigación. 

## Organización

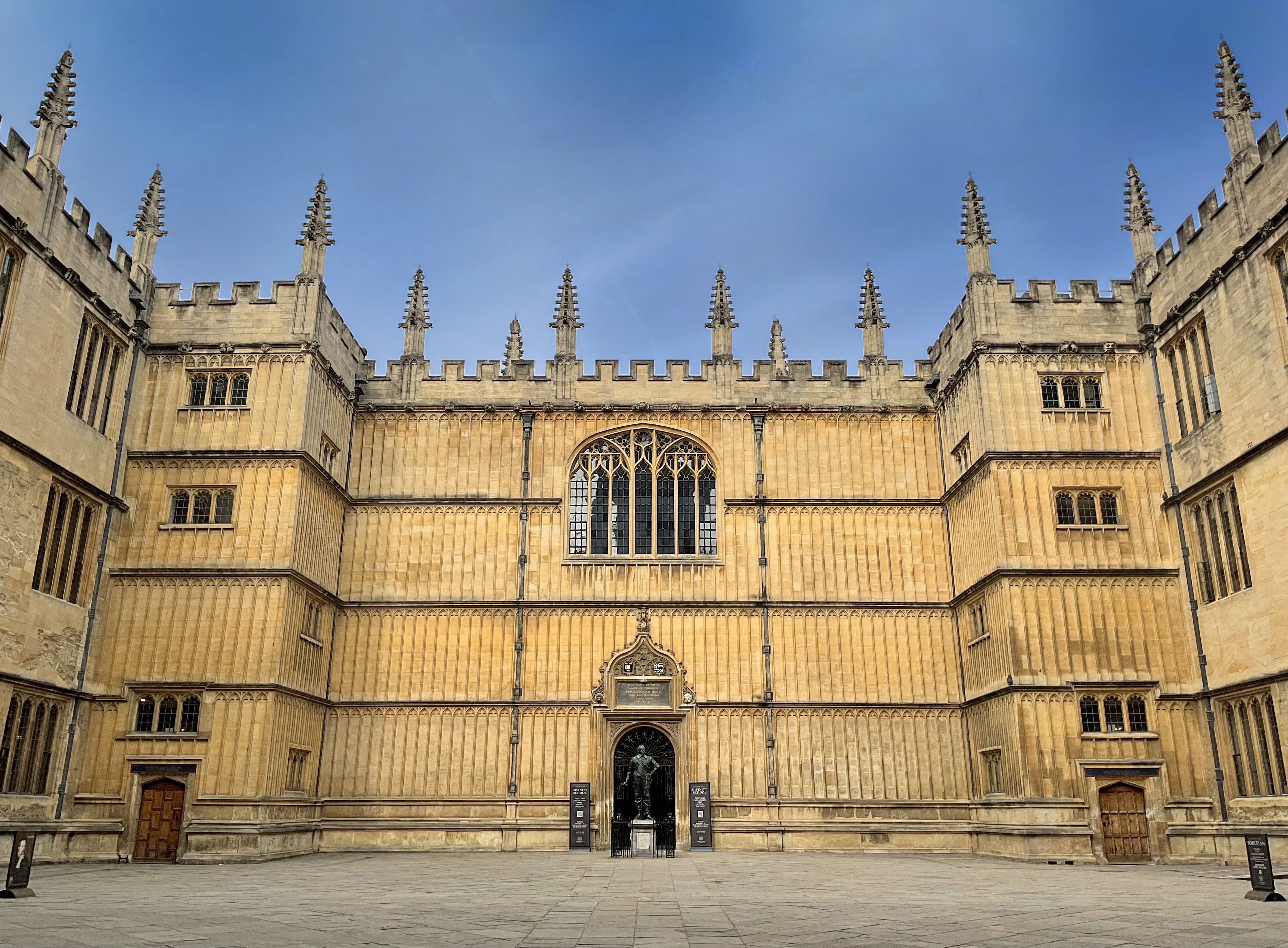
Bodleian Library

Oxford es una universidad colegiada lo cual puede resultar confuso para quien no esté familiarizado con ella. La Universidad es esencialmente una federación compuesta por cerca de cuarenta Halls (Permanent Private Halls, PPHs) y colegios (en inglés colleges) autogobernados con una administración central que tiene a su cabeza un Vicecanciller. Los departamentos académicos están adscritos a su estructura central. Estos no pertenecen a ningún colegio en particular. Los departamentos persiguen desarrollar la investigación, proveer facilidades para la enseñanza y el aprendizaje, organizar conferencias, seminarios y determinar los planes de estudio y las pautas para la enseñanza de los estudiantes. Los colegios se encargan de organizar las clases académicas para sus miembros de pregrado. Los miembros de un departamento académico están diseminados a través de distintos colegios. Ciertos colegios tienen determinadas fortalezas (por ejemplo, el Nuffield College especializado en ciencias sociales), pero son la excepción, porque la mayoría tienen una amplia variedad de profesores y alumnos de todas las ramas del estudio. Se proporcionan instalaciones como bibliotecas a todos los niveles: por la estructura central (la Biblioteca Bodleiana), por los departamentos (bibliotecas departamentales como la Biblioteca de la Facultad de Leyes) y por los colegios (los cuales generalmente mantienen bibliotecas multidisciplinares para uso de sus miembros.
El sistema colegiado de Oxford tiene su origen en que la universidad empezó a existir a través de la aglomeración gradual de instituciones independientes en la ciudad de Oxford.

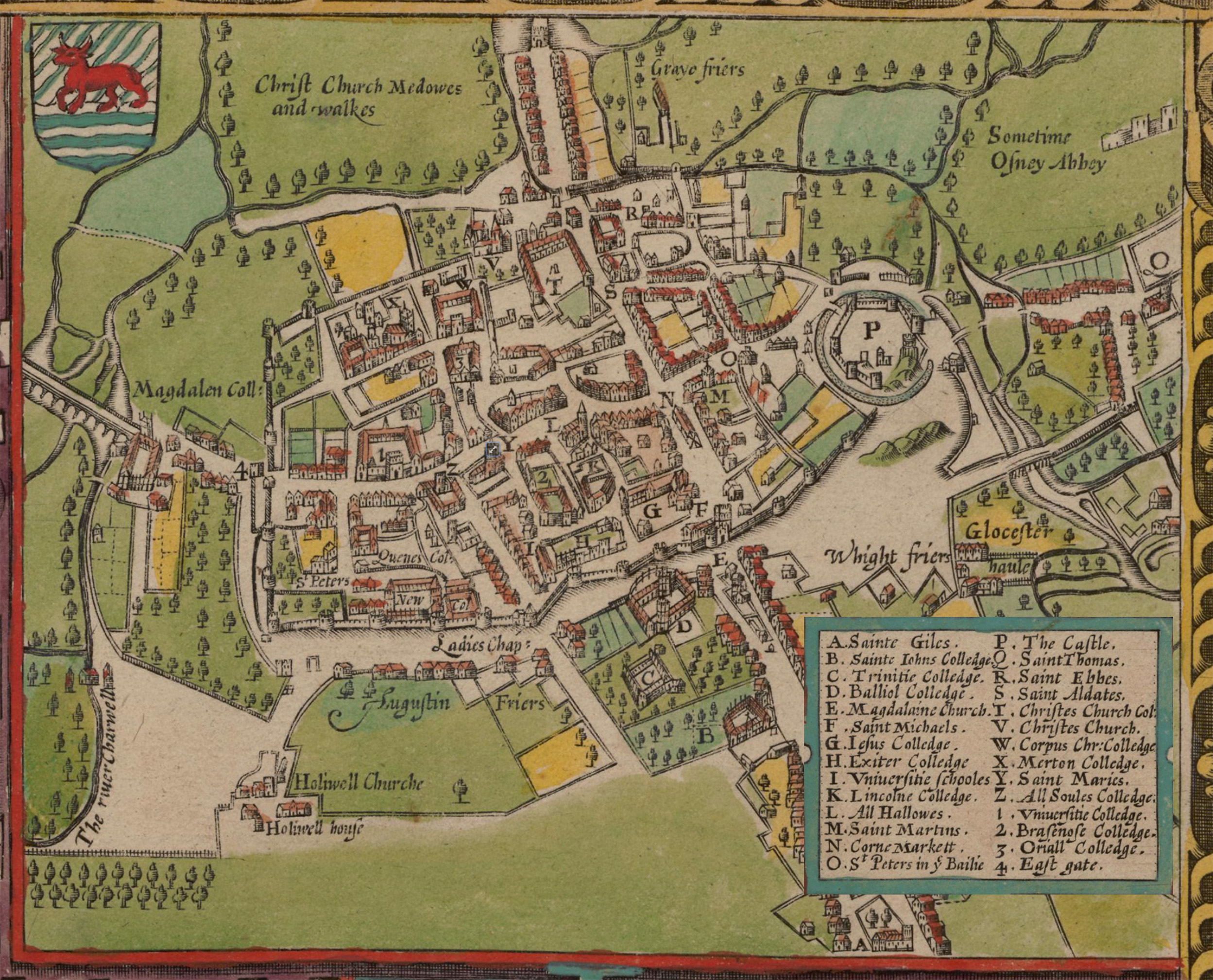
Mapa de Oxford de 1605.

Además del nivel colegiado de organización, la universidad se subdivide en departamentos según áreas, como muchas otras universidades. Los departamentos desempeñan un papel importante en la educación de posgrado, y cada vez más en la de pregrado, ofreciendo conferencias y clases y organizando evaluaciones. Los departamentos son también centros de investigación, apoyados económicamente por instituciones externas que incluyen los principales consejos de investigación; si bien los colegios tienen interés en la investigación, la mayoría no son especialistas en algún área en términos de organización.
El principal cuerpo legislativo de la universidad es la Congregación (Congregation, en inglés), que es la asamblea de todos los académicos que enseñan en la universidad. Otro cuerpo, la Convocatoria (en inglés Convocation), engloba a todos los graduados de la universidad, y era el principal órgano legislativo de la universidad. Hasta 1949, la Convocation elegía a los dos miembros del parlamento para la Universidad. Ahora tiene funciones muy limitadas, la principal de las cuales es elegir al Canciller de la Universidad (título en gran parte simbólico). La elección más reciente tuvo lugar en 2003, cuando fue elegido Chris Patten.
El cuerpo ejecutivo de la universidad es el Consejo Universitario. Este está compuesto por el vicecanciller (Dr. John Hood), los directores de departamento y otros miembros elegidos por la Congregación, además de observadores de la Unión Estudiantil. Además de la actual Casa de la Congregación, también hay una Antigua Casa de la Congregación que, de alguna manera, sobrevivió a las reformas en el siglo XIX y que hoy sólo se usa para otorgar los grados.
El curso académico se divide en tres períodos, cada uno con una duración de ocho semanas. El período Michaelmas va desde comienzos de octubre hasta diciembre; Hilary normalmente va desde enero hasta antes de la Pascua; y Trinity se extiende desde después de la Pascua hasta junio. Estos períodos son de los más cortos de cualquier universidad británica, y la carga de trabajo es intensa.

### Colegios

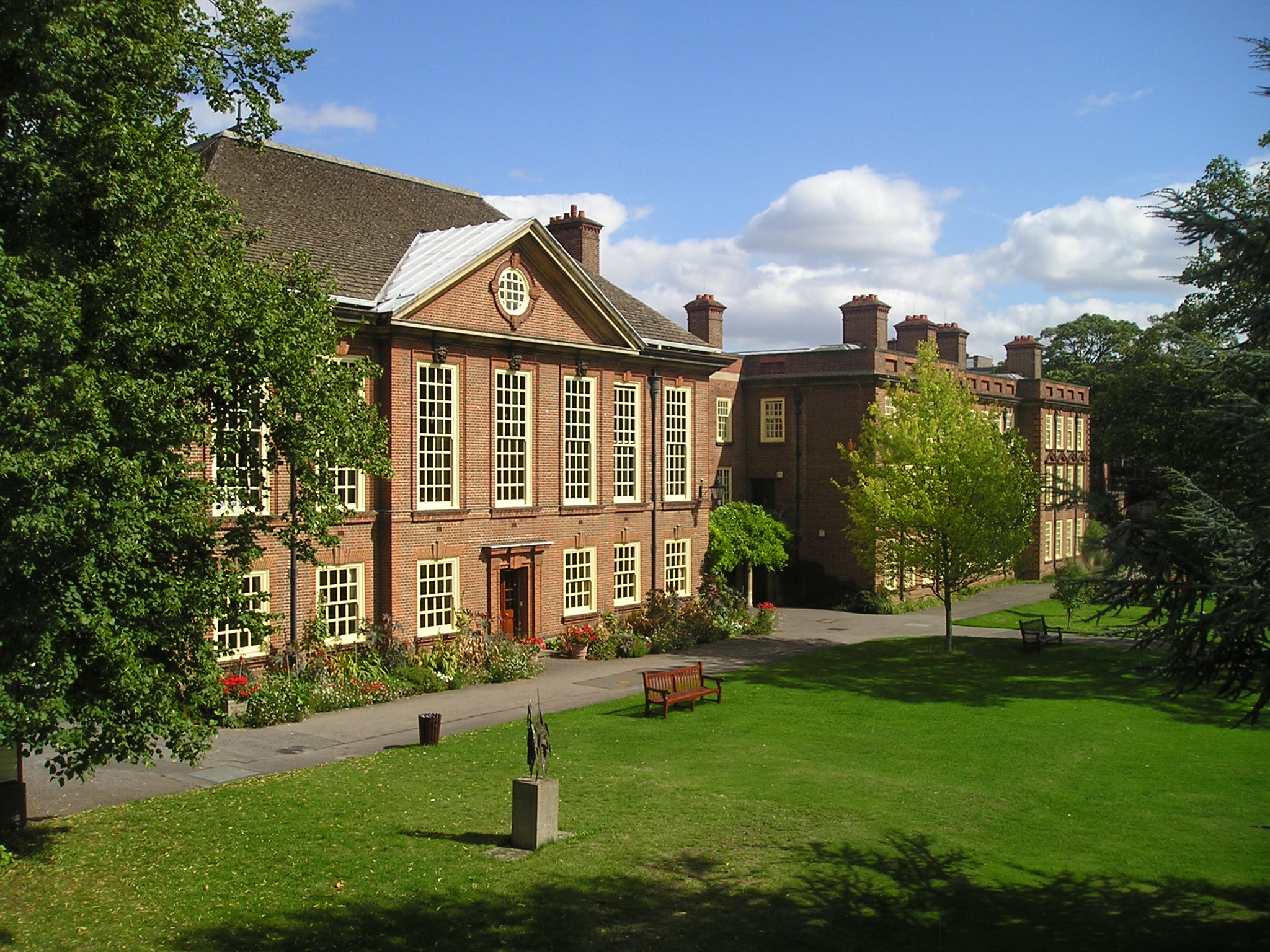
Somerville College, uno de los colegios constituyentes de la Universidad de Oxford

Los colegios son entidades totalmente independientes, propietarias de sus inmuebles, con personal propio y su propio presupuesto.
Hay 39 colleges de la Universidad de Oxford y cinco halls, cada uno con su propia estructura interna y actividades. Todos los estudiantes y la mayoría del profesorado deben ser miembros tanto de la Universidad como de algún colegio o hall. Aquellos que presiden los colegios de Oxford se conocen por varios títulos (según el colegio), incluyendo (en inglés) warden, provost, principal, president, rector, master o dean. Los colegios se reúnen normalmente en la Conferencia de los Colegios para discutir políticas administrativas y académicas.
Muchas de las oficinas de atención a los estudiantes son específicas de cada colegio, pero estos son mucho más que residencias estudiantiles. Proveen alojamiento, comida, bibliotecas, actividades deportivas y sociales, también nombran tutores encargados de seguir el trabajo de los estudiantes. Por otra parte, la universidad provee las clases, realiza los exámenes y otorga los títulos. Los colegios tienen la responsabilidad de admitir estudiantes de pregrado y de organizar su tutoría académica. Por el contrario, son los diferentes departamentos académicos los que se encargan de la formación de los estudiantes de posgrado.
La siguiente lista muestra los colegios constituyentes de la Universidad de Oxford y de sus colegios hermanos en la Universidad de Cambridge:
| Nombre             | Fundación                                              | Presupuesto (2006) | Colegio hermano en Cambridge |
| ------------------ | ------------------------------------------------------ | ------------------ | ---------------------------- |
| All Souls          | 1438                                                   | £224,588,173       | Trinity Hall                 |
| Balliol            | 1263                                                   | £78,307,504        | Saint John's                 |
| Brasenose          | 1509                                                   | £97,731,209        | Gonville and Caius           |
| Christ Church      | 1546                                                   | £228,744,460       | Trinity                      |
| Corpus Christi     | 1517                                                   | £57,749,353        | Corpus Christi               |
| Exeter             | 1314                                                   | £46,831,123        | Emmanuel                     |
| Green Templeton    | 2008, de la unión de Green College y Templeton College |                    | St Edmund's                  |
| Harris Manchester  | 1786, estatus de colegio 1996                          | £7,871,000         |                              |
| Hertford           | 1282, estatus de colegio 1740                          | £51,736,000        |                              |
| Jesus              | 1571                                                   | £118,606,000       | Jesus                        |
| Keble              | 1870                                                   | £47,248,000        | Selwyn                       |
| Kellogg            | 1990, estatus de colegio 1994                          |                    |                              |
| Lady Margaret Hall | 1878                                                   | £33,815,000        | Newnham                      |
| Linacre            | 1962                                                   | £12,971,000        | Hughes Hall                  |
| Lincoln            | 1427                                                   | £69,476,000        | Downing                      |
| Magdalen           | 1458                                                   | £153,086,000       | Magdalene                    |
| Mansfield          | 1886, estatus de colegio 1995                          | £11,766,000        | Homerton                     |
| Merton             | 1264                                                   | £142,366,000       | Peterhouse                   |
| New                | 1379                                                   | £143,000,000       | King's                       |
| Nuffield           | 1937                                                   | £146,206,203       |                              |
| Oriel              | 1326                                                   | £77,486,982        | Clare                        |
| Pembroke           | 1624                                                   | £40,441,909        | Queens'                      |
| The Queen's        | 1341                                                   | £130,872,576       | Pembroke                     |
| Reuben             | 2019                                                   |                    |                              |
| St Anne's          | 1878, estatus de colegio 1952                          | £39,751,255        | Murray Edwards               |
| St Antony's        | 1950, estatus de colegio 1963                          | £29,619,743        |                              |
| St Catherine's     | 1963                                                   | £53,138,357        | Robinson                     |
| St Cross           | 1965                                                   |                    | Clare Hall                   |
| St Edmund Hall     | 1226, estatus de colegio 1957                          |                    | Fitzwilliam                  |
| St Hilda's         | 1893                                                   | £39,034,000        |                              |
| St Hugh's          | 1886                                                   | £27,269,000        | Clare                        |
| St John's          | 1555                                                   | £303,850,750       | Sidney Sussex                |
| St Peter's         | 1929, estatus de colegio 1961                          | £34,289,000        |                              |
| Somerville         | 1879                                                   | £44,510,000        | Girton                       |
| Trinity            | 1554                                                   | £67,606,000        | Churchill                    |
| University         | 1249                                                   | £90,622,000        | Trinity Hall                 |
| Wadham             | 1610                                                   | £65,798,000        | Christ                       |
| Wolfson            | 1965                                                   |                    | Darwin                       |
| Worcester          | 1714                                                   | £32,000,000        | St Catharine's               |

## Admisión en la Universidad
La admisión en la universidad es muy rigurosa y se basa en los méritos académicos y en el potencial del candidato. Los colegios son los que llevan a cabo las admisiones de pregrado, trabajando juntos para asegurar que los mejores estudiantes tengan un lugar en la universidad. La selección se hace con base a las referencias escolares, los ensayos personales, resultados conseguidos, resultados predichos, trabajo escrito, pruebas escritas y entrevistas.
Antes de 2020, estas entrevistas normalmente se realizaban en persona, pero se trasladaron en línea durante la pandemia de Covid-19 y han permanecido en línea desde entonces.
La selección de los estudiantes de posgrado la realiza primero el departamento en el cual estudiará cada uno, y luego de forma secundaria el colegio al cual está asociado el departamento.
Al igual que Cambridge, Oxford se ha considerado tradicionalmente como un lugar para gente acomodada, aunque hoy día no es ese el caso. El coste de los estudios, en los días previos a la disponibilidad de becas estudiantiles, era prohibitivo a no ser que se tuviera beca o se fuera, antiguamente, un criado (que tenía que servir a sus compañeros como compensación por su matrícula). Las escuelas privadas y de gramática preparaban a sus pupilos específicamente para las pruebas de ingreso, e incluso algunas llegaban tan lejos como para instar a los alumnos a permanecer un año más estudiando solo para el examen. Los alumnos de otras escuelas públicas rara vez podían permitirse tal lujo.
Últimamente Oxford ha hecho grandes esfuerzos para atraer alumnos de las escuelas públicas, y la admisión tanto en Óxford como en Cambridge sigue basándose en los méritos académicos y en el potencial. Aproximadamente la mitad de los estudiantes de Óxford vienen de escuelas públicas. Sin embargo, todavía hay un gran debate público en la Gran Bretaña sobre si podría hacerse algo más para atraer a aquellos que vienen de capas sociales más pobres.

## Óxford en las clasificaciones de universidades
|                                                                          | 2011                | 2010 | 2009 | 2008 | 2007 | 2006 | 2005 | 2004 | 2003 | 2002 | 2001 | 2000 | 1999 | 1998 | 1997 | 1996 | 1995 | 1994 | 1993 |
| ------------------------------------------------------------------------ | ------------------- | ---- | ---- | ---- | ---- | ---- | ---- | ---- | ---- | ---- | ---- | ---- | ---- | ---- | ---- | ---- | ---- | ---- | ---- |
| Times Good University Guide                                              | 1.º                 | 1.º  | 1.º  | 1.º  | 1.º  | 1.º  | 1.º  | 1.º  | 1.º  | 2.º  | 3.º  | 3.º  | 3.º  | 2.º  | 2.º  | 2.º  | 2.º  | 2.º  | 2.º  |
| Guardian University Guide                                                | 1.º[cita requerida] | 1.º  | 1.º  | 1.º  | 1.º  | 2.º  | 1.º  | 2.º  | 2.º  | 2.º  |      |      |      |      |      |      |      |      |      |
| Sunday Times University Guide                                            |                     | 1.º  | 2.º  | 2.º  | 2.º  | 2.º  | 2.º  | 2.º  | 2.º  | 2.º  | 2.º  | 2.º  | 2.º  | 2.º  |      |      |      |      |      |
| Independent Complete University Guide apoyado por PricewaterhouseCoopers | 1.º                 | 1.º  | 1.º  | 2.º  |      |      |      |      |      |      |      |      |      |      |      |      |      |      |      |
| Daily Telegraph                                                          |                     |      |      |      | 2.º  |      |      |      | 4.º  | 4.º  |      |      |      |      |      |      |      |      |      |
| FT                                                                       |                     |      |      |      |      |      |      |      | 2.º  | 2.º  | 2.º  | 2.º  | 3.º  | 3.º  |      |      |      |      |      |

|                                        | 2022 | 2021 | 2020 | 2019 | 2018 | 2017 | 2016 | 2015 | 2014 | 2013 | 2012 | 2011 | 2010 | 2009 | 2008 | 2007 | 2006 | 2005 | 2004 | 2003 |
| -------------------------------------- | ---- | ---- | ---- | ---- | ---- | ---- | ---- | ---- | ---- | ---- | ---- | ---- | ---- | ---- | ---- | ---- | ---- | ---- | ---- | ---- |
| Times Higher Education                 | 1.º  | 1.º  | 1.º  | 1.º  | 1.º  | 1.º  |      |      |      |      |      |      | -    | 5.º  | 4.º  | 2.º  | 3.º  | 4.º  | 5.º  | N/A  |
| Academic Ranking of World Universities |      |      |      |      |      |      |      |      |      |      |      |      | 10.º | 10.º | 10.º | 10.º | 10.º | 10.º | 8.º  | 9.º  |

## Egresados y académicos notables

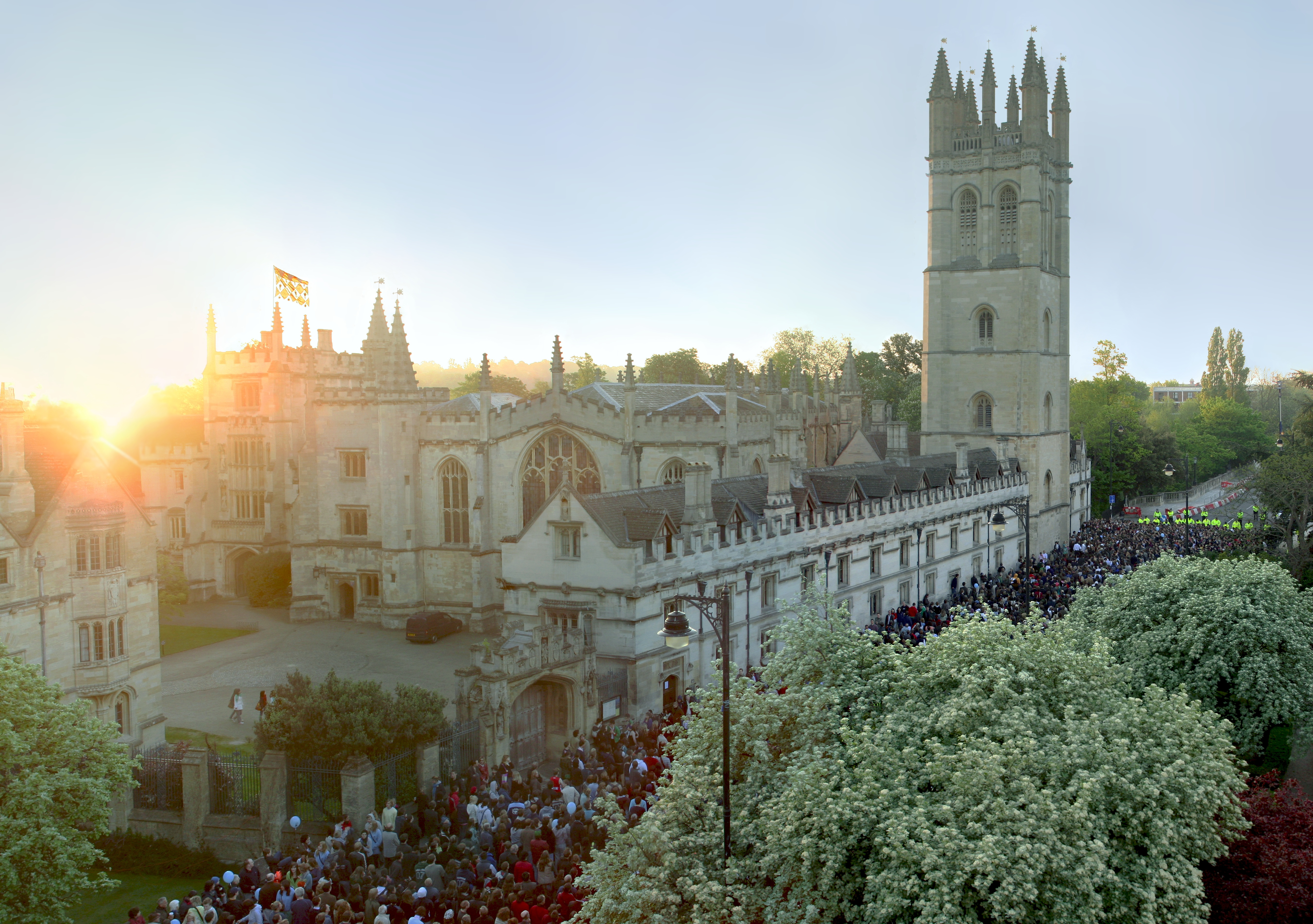
Magdalen College, Oxford

Hay muchos notables 'oxonians' (nombre otorgado a los egresados de la Universidad):
Veintiséis primeros ministros del Reino Unido han estudiado en la Universidad de Óxford, incluyendo a William Gladstone, Herbert Asquith, Clement Attlee, Harold Macmillan, Harold Wilson, Edward Heath, Margaret Thatcher, Tony Blair, David Cameron y Theresa May.
Al menos treinta dirigentes políticos internacionales han estudiado en Óxford. Y aquí se incluyen a Harald V de Noruega, Abdalá II de Jordania, tres Primeros Ministros de Australia (John Gorton, Malcolm Fraser y Bob Hawke), dos Primeros Ministros de Canadá (Lester B. Pearson, y John Turner), dos Primeros Ministros de la India (Manmohan Singh e Indira Gandhi), cuatro Primeros Ministros de Pakistán (Liaquat Ali Khan, Huseyn Shaheed Suhrawardy, Zulfiqar Ali Bhutto, y Benazir Bhutto), S. W. R. D. Bandaranaike de Sri Lanka, Norman Washington Manley de Jamaica, Eric Williams (Primer ministro de Trinidad y Tobago), Pedro Pablo Kuczynski (Presidente de Perú), Víctor Raúl Haya de la Torre (intelectual, ideólogo y fundador del APRA), Álvaro Uribe (expresidente de Colombia), Abhisit Vejjajiva (Primer ministro de Tailandia), Bill Clinton y Arthur Mutambara (vice primer ministro de Zimbabue). La activista prodemocrática Birmana, y ganadora del Premio Nobel, Aung San Suu Kyi, fue una estudiante del colegio de St. Hugh. Cuarenta y siete ganadores del Premio Nobel han estudiado en Óxford.
Óxford ha también producido doce santos y veinte Arzobispos de Canterbury, incluyendo Rowan Williams, quien estudió en Wadham College y fue luego Profesor Canon en Christ Church. Otra figura religiosa fue Mirza Nasir Ahmad, el tercer Khalifatul Masih de la Comunidad Islámica Ahmadía y Shoghi Effendi, uno de los dirigentes elegidos del bahaísmo. El fundador de metodismo, John Wesley, estudió en Christ Church y fue elegido miembro del Lincoln College.
Unos cincuenta medallistas olímpicos tienen conexiones académicas con la Universidad, incluyendo a Sir Matthew Pinsent, cuatro veces medallista de oro por remo. T. E. Lawrence (más conocido como Lawrence de Arabia, militar, arqueólogo y escritor británico) fue estudiante de Jesus College. Otros estudiantes ilustres incluyen al explorador, cortesano y hombre de letras Sir Walter Raleigh y al magnate de los medios de comunicación australiano, Rupert Murdoch.
La larga lista de escritores asociados con la Universidad incluye a Owen Barfield, John Fowles, Theodor Geisel, Thomas Middleton, Samuel Johnson, Robert Graves, Mary Renault, Evelyn Waugh, Lewis Carroll, Aldous Huxley, Oscar Wilde, C. S. Lewis, J. R. R. Tolkien (escritor de El Señor de los Anillos), Graham Greene, V.S.Naipaul, Philip Pullman, Joseph Heller, Vikram Seth, los poetas anglosajones Percy Bysshe Shelley, John Donne, A. E. Housman, W. H. Auden, T. S. Eliot, Wendy Perriam y Philip Larkin, y siete poetas laureados (Thomas Warton, Henry James Pye, Robert Southey, Robert Bridges, Cecil Day-Lewis, Sir John Betjeman, y Andrew Motion).
Los economistas Adam Smith, Alfred Marshall, E. F. Schumacher y Amartya Sen, y los filósofos, John Locke, Thomas Hobbes, Jeremy Bentham e Isaiah Berlin, gozaron de muchos de sus días en Óxford, como también lo hicieron muchos pioneros científicos como Albert Einstein y Erwin Schrödinger. Algunos pioneros de la Revolución científica, tal como Robert Hooke y Robert Boyle, estudiaron o son asociados con la Universidad. Algunos lingüistas, tal como Ghil'ad Zuckermann, estudiaron en la Universidad.
Algunos científicos contemporáneos también estudiaron en la Universidad incluyendo Silvia Maureen Williams, Stephen Hawking, Richard Dawkins, el ganador del Premio Nobel de la Física Anthony James Leggett, Tim Berners-Lee (co-inventor de la World Wide Web), y la química Dorothy Hodgkin.
Los compositores Hubert Parry, George Butterworth, John Taverner, William Walton, y Andrew Lloyd-Webber han estado todos involucrados con la Universidad.
Los actores y actrices Hugh Grant, Kate Beckinsale, Dudley Moore, Michael Palin,Emma Watson y Terry Jones fueron en algún momento estudiantes de Óxford, tal como el ganador del Oscar Florian Henckel von Donnersmarck y los cineastas Ken Loach y Richard Curtis.

## Losotrosestudiantes de Óxford
Existe una segunda universidad en Óxford, la Universidad Óxford Brookes (1), conocida como Politécnico de Óxford. Sus campus están ubicados en su mayoría en los barrios del este de la ciudad. Su escuela de arquitectura figura entre las mejores del mundo. También hay un cierto número de «colegios» independientes que funcionan de manera independiente pero bajo el nombre de la universidad de Óxford. Cada uno tiene su historia, longevidad y tradiciones propias.

## Oxford en la literatura y los medios de comunicación
La novela Todas las almas, del escritor español Javier Marías, narra la historia de un joven profesor español que imparte clases de traducción en la Tylor Institution de Oxford y que casi mantiene relaciones esporádicas con Clare Bayes, una mujer casada. Se trata de una novela autobiográfica, donde la ficción es la mínima parte de la historia real del autor, Javier Marías, cuando impartió clases de literatura española en la Tylor de Oxford, a mediados de los años 80.
En palabras de Marías el hecho de que el protagonista de la novela diera clases durante dos años en la Tylor era un préstamo literario. «Poco de lo que en el libro se cuenta coincide con lo que yo viví o supe en Oxford, o sólo lo más accesorio y que no afecta a los hechos: el ambiente amortiguado de la ciudad reservada o esquiva y sus profesores atemporales […], las oscuras y minuciosas librerías de viejo…», dijo Marías años más tarde en Negra espalda del tiempo.